# Mértola
|  | Per a altres significats, vegeu «Mertola». |

Mértola (en portuguès Mértola o Mertola) és un municipi portuguès, al districte de Beja, a la regió d'Alentejo i a la subregió del Baixo Alentejo. L'any 2004 tenia 7.996 habitants. Limita al nord amb Beja i Serpa, a l'est amb Puebla de Guzmán, al sud amb Alcoutim i a l'oest amb Almodôvar i Castro Verde. En llatí fou anomenada Myrtilis (des del 44 aC Myrtilis Julia); fou destruïda durant les invasions dels pobles germànics però reconstruïda pels àrabs sota els que fou coneguda com a Mírtula o Màrtula essent el centre de l'Emirat de Mértola. Mértola fou conquerida pels cristians als musulmans a finals del segle XII però la conquesta definitiva no fou fins al 1239 a mans de Sanç II de Portugal, que la va cedir a l'orde de Santiago que la va posseir fins al 1316.

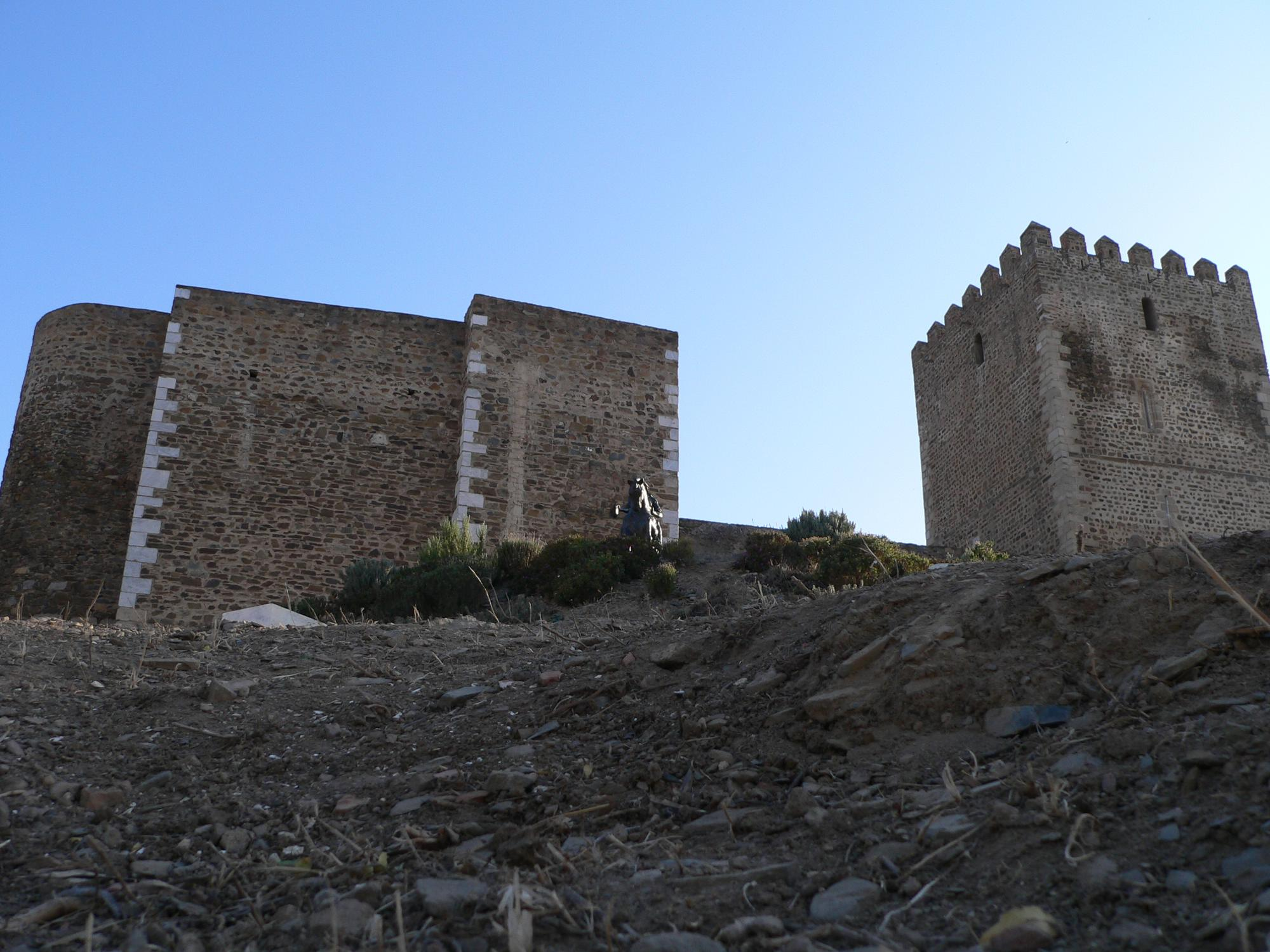
Castell de Mértola

| Població del concelho de Mértola (1801 – 2004) | Població del concelho de Mértola (1801 – 2004) | Població del concelho de Mértola (1801 – 2004) | Població del concelho de Mértola (1801 – 2004) | Població del concelho de Mértola (1801 – 2004) | Població del concelho de Mértola (1801 – 2004) | Població del concelho de Mértola (1801 – 2004) | Població del concelho de Mértola (1801 – 2004) | Població del concelho de Mértola (1801 – 2004) |
| ---------------------------------------------- | ---------------------------------------------- | ---------------------------------------------- | ---------------------------------------------- | ---------------------------------------------- | ---------------------------------------------- | ---------------------------------------------- | ---------------------------------------------- | ---------------------------------------------- |
| 1801                                           | 1849                                           | 1900                                           | 1930                                           | 1960                                           | 1981                                           | 1991                                           | 2001                                           | 2004                                           |
| 9617                                           | 10757                                          | 18910                                          | 26310                                          | 26026                                          | 11693                                          | 9805                                           | 8712                                           | 7996                                           |